# Liste der Kulturdenkmäler in Friesenheim (Rheinhessen)
In der Liste der Kulturdenkmäler in Friesenheim sind alle Kulturdenkmäler der rheinland-pfälzischen Ortsgemeinde Friesenheim aufgeführt. Grundlage ist die Denkmalliste des Landes Rheinland-Pfalz (Stand: 3. April 2024).

## Einzeldenkmäler
| Bezeichnung                          | Lage                                                   | Baujahr                  | Beschreibung | Bild                           |
| ------------------------------------ | ------------------------------------------------------ | ------------------------ | --- | ------------------------------ |
| Wohnhaus                             | Albanusgasse 2 Lage                                    | späteres 18. Jahrhundert | spätbarocker Krüppelwalmdachbau, teilweise Fachwerk, wohl aus dem späteren 18. Jahrhundert; platzbildprägend | BW                             |
| Friedhofskreuz und Grabmäler         | Gaustraße, auf dem Friedhof Lage                       | ab 1840                  | Friedhof 1840 eröffnet - Friedhofskreuz: über barockem Sockel expressives Reliefkruzifix, wohl aus den 1920er Jahren - Grabstätte der Familien Bernhard und Ebeling, Gruppe von vier Grabsteinen: - Grabmal Friedrich Ebeling († 1868): spätklassizistischer Sandsteinpfeiler mit Reliefs und Kürassierhelm - Grabmal Marie Sophie Ebeling geborene Schneider († 1869): vasenbekrönter Pfeiler mit Relief - Grabmal Familie Heinrich Bernhard († 1890) stattliche Sandsteinstele mit antikischer Bekrönung - Granitstele für mehrere Familienmitglieder, um 1931 - anonymes Grabmal: spätklassizistischer Sandsteinpfeiler mit Ranken und Spruchinschriften, um 1840/50 - anonymes Grabmal: trauernder Engel vor Baumkreuz, um 1900 - Grabmal Eheleute Karl Ebeling († 1909): reich skulptierte Stele über Felssockel - Grabmal Familie Erhard Bechtel († 1922): dorische Halbsäulenädikula mit segnendem Christus nach Bertel Thorvaldsen | BW                             |
| Bahnhof Friesenheim (Rheinhessen)    | Gaustraße 2 Lage                                       | 1900                     | ehemaliger Bahnhof, 1900; spätgründerzeitlicher Gelbklinkerbau, Backstein-Nebengebäude | BW                             |
| Evangelische Kirche                  | Hauptstraße 14 Lage                                    | 1885/86                  | neugotischer Kalkbruchstein-Saalbau, 1885/86, Architekt Heinrich von Schmidt, München; mit bauzeitlicher Ausstattung | Fotos hochladen                |
| Kriegerdenkmal                       | Hauptstraße, vor Nr. 14 Lage                           | 1932                     | Kriegerdenkmal 1914/18, Kniefigur eines Soldaten auf Piedestal, bezeichnet 1932, Bildhauer Willy Rahmstorff, Mommenheim | BW                             |
| Hofanlage                            | Hauptstraße 16 Lage                                    | 1927/28                  | Vierseithof, 1927/28, Architekt Wilhelm Tahler, Darmstadt; villenartiger Gelbklinkerbau, Heimatschutzstil, Ökonomie, barocke Scheune, Pflanzgarten, zweiteilige Toranlage, bezeichnet 1928 | BW                             |
| Katholische Pfarrkirche St. Walburga | Hauptstraße 23 Lage                                    | 1740                     | ehemalige Simultankirche; barocker Saalbau, ehemals bezeichnet 1740, Westquerbau 1957/58; Orgel 1763 von Joseph Anton Onimus aus Mainz, Spieltisch 1993 von Förster & Nicolaus rekonstruiert; an der Kirchhofmauer barocke Grabsteinfragmente | Fotos hochladen                |
| Altes Rathaus                        | Hauptstraße 37 Lage                                    | nach 1721                | spätbarocker Krüppelwalmdachbau, teilweise Fachwerk, wohl bald nach 1721; Grenzstein bezeichnet 1734, Ökonomie 19. Jahrhundert; platzbildprägend | Fotos hochladen                |
| Kriegerdenkmal                       | Hauptstraße, bei Nr. 39 Lage                           | 1884                     | Kriegerdenkmal 1870/71, reliefierter Unterbau, korinthisierende Säule, Adler, bezeichnet 1884, Gebrüder Diehl, Guntersblum | BW                             |
| Spolien                              | Hauptstraße, an Nr. 43 Lage                            | 18. Jahrhundert          | barocke Spolien; mächtige Hoftorpfeiler, Fußgängerpforte, 18. Jahrhundert | BW                             |
| Hofanlage                            | Hauptstraße 47 Lage                                    | 18. Jahrhundert          | Hakenhof, im Kern aus dem 18. Jahrhundert; Fachwerkbau datiert 1702, Umbau zur Gastwirtschaft mit massivem Erdgeschoss 1895; Klinker-Toranlage und Schweineställe 19. Jahrhundert, Scheune bezeichnet 1886 (eventuell Umbau?); vier barocke Ofensteine; tonnengewölbter Weinkeller bezeichnet 1740; Gartenmauer um 1895 | BW                             |
| Wasserbehälter                       | südlich des Ortes an der L 425; Flur Auf dem Pfad Lage | 1907                     | Jugendstil-Rotunde, bezeichnet 1907, Architekt Wilhelm Lenz, Kulturinspektion Mainz | weitere Bilder Fotos hochladen |
| Wegekreuz                            | südlich des Ortes; Flur In den Spitzäckern Lage        | um 1900                  | aufwändig gestaltetes Wegekreuz, Marmor, Metallkorpus, um 1900 | Fotos hochladen                |